# Sheila MacRae
Pour les articles homonymes, voir MacRae.
Sheila MacRae, née le 24 septembre 1921 à Londres et morte le 6 mars 2014 (à 92 ans) à Englewood dans le New Jersey, est une actrice, chanteuse et danseuse américano-britannique.

## Biographie

### Enfance
Née Sheila Margaret Stephens à Londres, elle suit ses parents dans leur déménagement aux États-Unis en 1939, peu de temps avant que n'éclate la Seconde Guerre mondiale. Sa famille s'établit à Long Island.

### Vie privée
En 1941, elle épouse le chanteur Gordon MacRae et part pour Los Angeles peu de temps après son mariage. Sheila est naturalisée américaine en 1959. Le couple MacRae se produit en duo dans des boîtes de nuit, à la télévision et lors de concerts à travers le pays. Ils font une apparition dans l'émission The Ed Sullivan Show en 1964 et au théâtre dans des comédies musicales telles que Bells Are Ringing en 1964 et Guys and Dolls à Broadway en 1965, où Sheila tient le rôle de Miss Adelaide.
Au début des années 1950, elle fait des apparitions au cinéma dans les films Femmes en cage (1950), Du sang sur le tapis vert (1950) et Une vierge sur canapé (1964). Sur le petit écran, elle joue son propre rôle dans un épisode de la série télévisée I Love Lucy, ("The Fashion Show") où elle persuade la protagoniste de participer à un défilé de mode hollywoodien. De 1966 à 1970, elle incarne le personnage d'Alice Kramden, célèbre pour son ironie et son franc-parler, dans 52 épisodes de la série The Jackie Gleason Show et celui de Madelyn Richmond dans le feuilleton General Hospital.
De son union avec Gordon MacRae dont elle divorce en 1967, Sheila est mère de quatre enfants : Heather (1946-), Robert, William et Meredith MacRae (1944-2000). Toute la famille a figuré au casting d'une représentation de la comédie musicale Annie du Far West, donnée en 1961 à Kansas City. En 1967, elle se remarie avec le producteur de télévision Ronald Wayne. Le couple divorce en 1970.

### Décès
Elle meurt le 6 mars 2014, âgée de 92 ans, à la Lillian Booth Actor's Home.

## Filmographie

### Cinéma
- 1950 : Du sang sur le tapis vert  (Backfire) , de Vincent Sherman : Bonnie Willis (créditée Shela Stephens)
- 1950 : Femmes en cage (Caged) , de John Cromwell : Helen (créditée Sheila Stevens)
- 1950 : Pretty Babe : Peggy (créditée Sheila Stephens)
- 1951 : Katie Did It : Irene (non créditée)
- 1964 : Bikini Beach, de William Asher : Secrétaire (créditée Sheila Stephenson)
- 1965 : How to Stuff a Wild Bikini : Secrétaire (créditée Sheila Stephenson)
- 1986 : The Naked Cage : Bank Teller (créditée  Sheila Stephenson)

### Télévision
- 1951 : C'est déjà demain (série)
- 1953 : Hollywood Opening Night (série - épisode The Romantic Type )
- 1953 : The Jackie Gleason Show (série - épisode Norton Moves In)
- 1955 : I Love Lucy (série) : Shelia MacCrea (épisode The Fashion Show)
- 1957 : Lux Video Theatre (série) :  Virginia Brush (épisode One Sunday Afternoon) /  invitée (épisode To Have and Have Not) créditée Sheila Stevens
- 1960 : The Bell Telephone Hour (série - épisode We Two)
- 1960 : No Place Like Home (film) : Sheila MacRae
- 1962 : The Red Skelton Show (série) : Kate (épisode How the West Was Lost)
- 1963 : General Hospital (série) : Madelyn Richmond
- 1964 : Des agents très spéciaux (série) : infirmière (épisode  The Project Strigas Affair)
- 1966 : The Trials of O'Brien (série) : Mitzi Kortner (épisode The Partridge Papers)
- 1966 - 1970 : The Jackie Gleason Show (série) : Alice Kramden (49 épisodes)
- 1971 : The Sheila MacRae Show (série)
- 1973 : The Jackie Gleason Special (film) : Alice Kramden
- 1979 : La croisière s'amuse (série) : Helen Taylor (épisodes  The Spider Serenade/Next Door Wife/The Harder They Fall)
- 1980 : The Secret War of Jackie's Girls (téléfilm) : Phyllis
- 1981 : Goldie and the Boxer Go to Hollywood (téléfilm) : Cuddles
- 1990 - 1991 : Parenthood (série) : Marilyn Buckman (12 épisodes)
- 1993 : Arabesque (série) : Susan Wells (épisode Lone Witness)